# Спрінгер (Оклахома)
Спрінгер (англ. Springer) — місто (англ. town) в США, в окрузі Картер штату Оклахома. Населення — 685 осіб (2020).

## Географія
Спрінгер розташований за координатами 34°17′44″ пн. ш. 97°7′3″ зх. д. / 34.29556° пн. ш. 97.11750° зх. д. (34.295620, -97.117450).  За даними Бюро перепису населення США в 2010 році місто мало площу 39,23 км², з яких 38,71 км² — суходіл та 0,52 км² — водойми.

## Демографія
Згідно з переписом 2010 року, у місті мешкало 700 осіб у 267 домогосподарствах у складі 195 родин. Густота населення становила 18 осіб/км².  Було 309 помешкань (8/км²).
Расовий склад населення:
| - 74,1 % — білих - 9,4 % — корінних американців - 4,7 % — чорних або афроамериканців - 1,7 % — осіб інших рас |

До двох чи більше рас належало 10,0 %. Частка іспаномовних становила 4,7 % від усіх жителів.
За віковим діапазоном населення розподілялося таким чином: 27,4 % — особи молодші 18 років, 55,9 % — особи у віці 18—64 років, 16,7 % — особи у віці 65 років та старші. Медіана віку мешканця становила 39,2 року. На 100 осіб жіночої статі у місті припадало 95,0 чоловіків;  на 100 жінок у віці від 18 років та старших — 96,1 чоловіків також старших 18 років.
Середній дохід на одне домашнє господарство  становив 43 105 доларів США (медіана — 40 956), а середній дохід на одну сім'ю — 51 156 доларів (медіана — 41 346). Медіана доходів становила 29 417 доларів для чоловіків та 27 841 долар для жінок. За межею бідності перебувало 17,4 % осіб, у тому числі 32,3 % дітей у віці до 18 років та 12,1 % осіб у віці 65 років та старших.
Цивільне працевлаштоване населення становило 304 особи. Основні галузі зайнятості: освіта, охорона здоров'я та соціальна допомога — 25,3 %, роздрібна торгівля — 16,4 %, виробництво — 14,5 %.